# Nama Khoi
Nama Khoi (officieel Nama Khoi Plaaslike Munisipaliteit) is een gemeente in het Zuid-Afrikaanse district Namakwa.
Nama Khoi ligt in de provincie Noord-Kaap en telt 47.041 inwoners.

## Hoofdplaatsen
Nama Khoi is op zijn beurt nog eens verdeeld in 13 hoofdplaatsen (Afrikaans: nedersettings) en de hoofdstad van de gemeente is de hoofdplaats Springbok.
- Bulletrap
- Carolusberg
- Concordia
- Goodhouse
- Kleinzee
- Kleinzee Mine
- Komaggas
- Kotzehoop
- Nababeep
- Okiep
- Springbok
- Steinkopf
- Viooldrif